# HD32033
HD32033 є хімічно пекулярною зорею спектрального класу
A4 й має видиму зоряну величину в смузі V приблизно  9,4.